# Rania Stephan

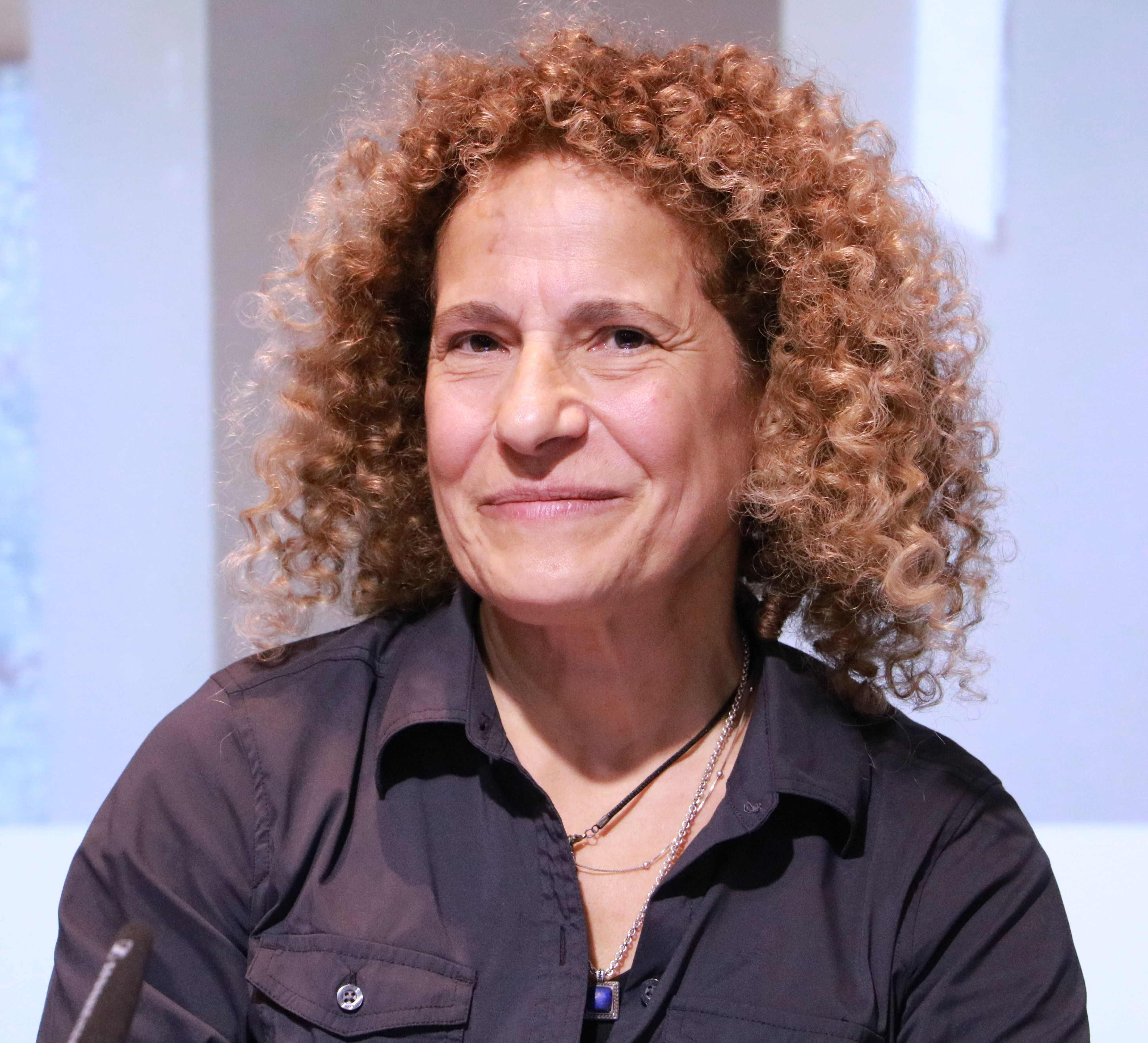
Rania Stephan

Rania Stephan (árabe: رانيا اسطفان; nacida en 1960) es una  filmmaker y video artist libanesa. Es conocida sobre todo por su primer largometraje Las Tres Desapariciones de Soad Hosni (2011).

## Vida y educación
Stephan nació en Beirut, Líbano. Es fluida en árabe, francés e inglés. Hizo y completó el bachillerato francés  en la Universidad protestante francesa en Líbano en 1978. Escapó del Líbano para huir de la guerra civil.
Recibió su grado en Estudios de Cine de La Trobe University en Melbourne, Australia en 1982 y el Master en estudios de Cine de París VIII Universidad, Francia, en 1986. Stephan vivió en Francia durante 20 años.

## Carrera
Stephan trabajó como camarógrafa, montadora y técnico de sonido. También fue la primera asistente de dirección de directores de película como Simone Bitton y Elia Suleiman. Stephan trabajó en documentales y en vídeos experimentales. Su trabajo está inspirado en cine político francés.

### Lebanon/War(2006)
Lebanon/War es un documental sobre la guerra entre Líbano e Israel en el verano de 2006 y sus consecuencias. Stephan tomó las calles, conoció personas y grabó sus testimonios y pensamientos en la guerra. 
Cogió estas historias y las editó y recopiló en un documental de 47 minutos. 

### The Three Disappearances of Soad Hosni(2011)
The Three Disappearances of Soad Hosni es el primer largometraje de Stephan. Es sobre la estrella egipcia Soad Hosni. La película está plagada de imágenes VHS de   películas de Hosni que Stephan editó de material pirateado. Con las "tres desapariciones"  se refiere a la manera misteriosa en que Soad Hosni murió. Hosni fue encontrada muerta en la acera delante de su apartamento en Londres en 2001. Se dijo que se había suicidado, pero hubo muchos rumores que decían que había sido asesinada. En esta película, Stephan se centró en la representación de las mujeres, políticas sexuales y relaciones de género. La película ganó el Best Arabic Documentary Filmmaker Award 2011 en el Doha Tribeca Festival de cine, estuvo nominado para el Best Documentary en el Festival de cine Internacional de Chicago en 2012 y en el Palms Springs Internacional Film Festival de 2012..

## Filmografía
- - Tribe (1993)
  - Attempt at Jealousy (1995)
  - Baal & Death (1997)
  - train-trains (Where’s the Track?) (1999)
  - Arrest at Manara (2003)
  - Kimo the Taxi (2003)
  - Wastelands (2005)
  - Lebanon/War (2006)
  - Smoke on the water, 7 X El Hermel (2007)
  - DAMAGE, for Gaza “The land of Sad Oranges” (2009)
  - The Three Disappearances of Soad Hosni (2011)
  - Memories For A Private Eye (2015)[7]
  - RIOT: 3 Movements (2017)
  - Threshold (2018)[8]